# Pilawa
Pilawa é um município da Polônia, na voivodia da Mazóvia e no condado de Garwolin. Estende-se por uma área de 6,62 km², com 4 532 habitantes, segundo os censos de 2016, com uma densidade de 680,5 hab/km².